# 14e armée (Royaume-Uni)
Pour les articles homonymes, voir 14e armée.
La 14e Armée était une formation de l'Armée britannique qui a existé pendant la Seconde Guerre mondiale.

## Historique

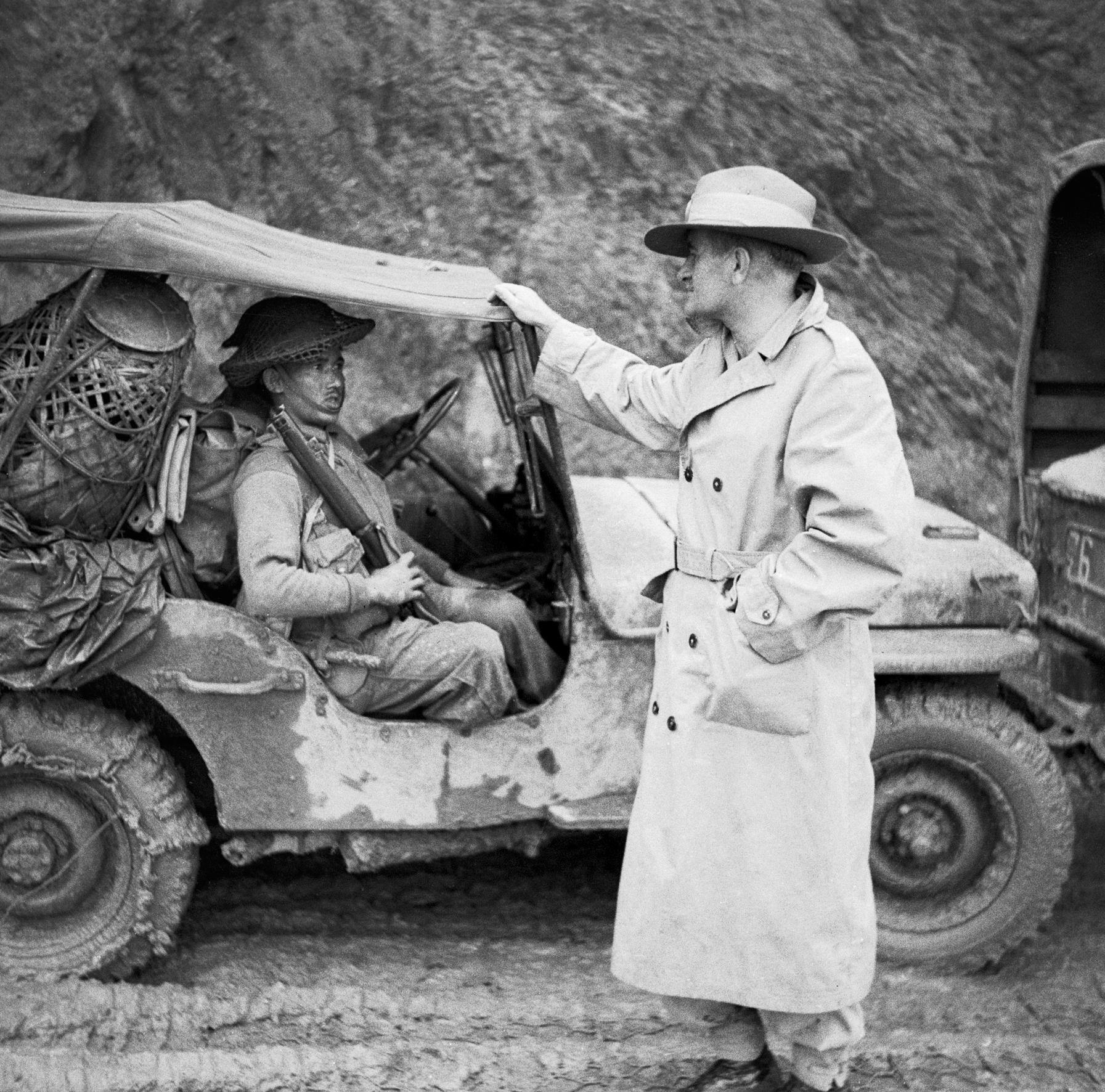
Le général William Slim en Birmanie en novembre 1944.

L'armée est créée en 1943 en Raj britannique afin de contrer l'Armée impériale japonaise en Birmanie. Le commandement de l'Est contrôlait les états du Bihar, l'Odisha et le Bengale. Le 11e groupe d'armées (Royaume-Uni) s'occupaient des opérations contre les Japonais. Le commandant de l'armée est le lieutenant-général William Slim. Il commande le 4e corps d'armées (Royaume-Uni), le 15e corps d'armées (Royaume-Uni) et les Chindits sous le commandement du Major Général Orde Wingate.
En 1944 les Alliés avancent en Birmanie. Les Japonais réagissent avec une offensive totale, dont l'objectif est d'atteindre le Raj britannique. La première attaque japonaise se déroule dans l'État d'Arakan contre le 15e corps d'armées (Royaume-Uni). La seconde offensive japonaise se passe dans l'état Assam. Le 4e corps d'armées (Royaume-Uni) participe à la Bataille de Kohima commandé par le général Montagu Stopford. Le 33e corps d'armées remonte du sud le l'Inde pour renforcer le 4e corps et participe à la Bataille d'Imphal. Les deux bataille sont une écrasante défaite japonaise. Les Japonais perdent 85 000 soldats.

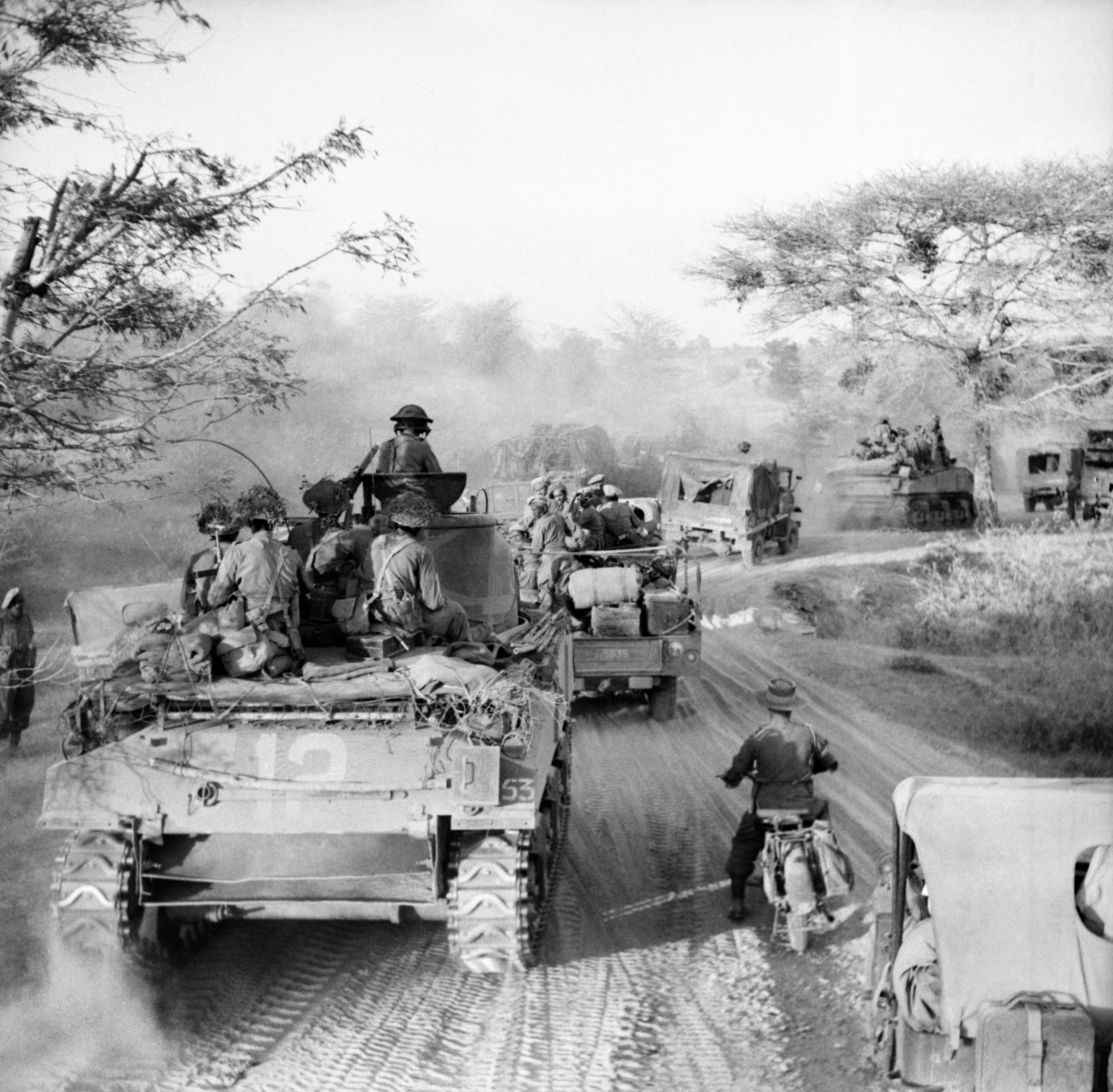
Des chars Sherman et des camions de la motorisée avançant vers Meiktila en mars 1945.

En 1945 la 14e armée mène l'offensive principale en Asie du Sud-Est. En mars 1944 le 4e corps récupère la ville de Meiktila et le 33e corps de Mandalay lors de la bataille de Meiktila et de Mandalay. Le 2 mai 1945 la 14e armée entre dans Rangoun (opération Dracula).
Après la prise de Rangoon la 14e Armée s'est déplacé à Ceylan pour planifier des opérations de reconquête de la Malaisie et de Singapour. Le général Slim est promu au commandement des Forces terrestres alliées en Asie du Sud-Est et le lieutenant-général Miles Dempsey est nommé commandant de la 14e armée. Le largage des bombes atomiques sur Hiroshima et Nagasaki et la capitulation japonaise arrêta le projet.

## Commandant de la14earmée
- 1943 - 1945 : Le général William Slim
- 1945 : Le général Miles Dempsey